# Schloss Esterházy (Galanta)
Das Schloss Esterházy ist ein Schloss in der westslowakischen Stadt Galanta. Es befindet sich östlich des Stadtzentrums, die Anschrift lautet Hlavná 1006/18. Zur Unterscheidung vom ebenfalls mit der Familie Esterházy verbundenen Renaissance-Schloss ein paar hundert Meter nördlich wird es auch als neogotisches Schloss bezeichnet.

## Geschichte
Die ungarische Familie Esterházy war seit dem Spätmittelalter eng mit dem Ort verbunden und hatte seit 1421 große Anteile an Stadtgütern.
An der Stelle des heutigen Schlosses stand ab dem 17. Jahrhundert eine Festung, um den Expansionsbestrebungen des Osmanischen Reichs Einhalt zu gebieten. Die Bauherrn der Renaissance-Festung aus dem Jahr 1633 waren die Brüder Daniel und Paul Esterházy. Nach der osmanischen Besetzung der nahen Festung Neuhäusel im Jahr 1663 wurden die Wehranlagen noch weiter ausgebaut. Als die militärische Lage im 18. Jahrhundert vergleichsweise ruhig war, ließ Imrich I. Esterházy, Bischof von Neutra, die Festung von 1736 bis 1744 in ein barockes Schloss umzubauen. Neben Überresten von Mauern weisen auch zwei Tafeln mit Jahreszahlen 1633 und 1744 auf diese Ereignisse hin.
Sein heutiges neogotisches Aussehen erhielt das Schloss nach einem Umbau, der 1860 (oder 1861) begann und sich bis in Mitte des 1860er Jahre hinzog. Der Bau im der englischen Gotik (Tudorstil) nachempfundenen Stil mit einem U-förmigen Grundriss besteht aus dem zweistöckigen Wohnschloss, je einem einstöckigen Wirtschaftsgebäude an den nördlichen und südlichen Flügeln sowie zwei markanten Türmen. Das umgebaute Schloss sollte die Wohnstätte der Familie von Joseph Esterházy werden, diese Pläne wurden aber durch frühe Tode seiner Kinder und schließlich auch durch den Tod des Grafen und seiner Gattin im Jahr 1879 zunichtegemacht. Es verblieb, nun unbewohnt, weiterhin im Besitz der Familie Esterházy, bis Ladislaus Esterházy im Jahr 1920 das Anwesen an den tschechoslowakischen Staat verkaufte. Danach diente das Schloss bis in die 1970er Jahre als Sitz verschiedener Ämter, dann stand es bis 1990 unter Verwaltung eines Heimatmuseums. Seither stand es leer und dem Verfall preisgegeben, auch der Besitzwechsel an die Stadt Galanta im Jahr 1993 änderte zuerst wenig. Sanierungsarbeiten begrenzten sich nur auf das Notwendigste. 2012 wurde der Bürgerverein Neogotický kaštieľ v Galante gegründet, mit dem Ziel, das Schloss vollständig zu sanieren.

## Heutiger Zustand
Das Schloss ist teilweise saniert, mit sanierten Gewölben, ausgetauschten Fenstern sowie neuen Kellerräumen. 2019 wurde die Erneuerung des nördlichen Turms abgeschlossen, der seither im Erdgeschoss ein Café und Restaurant, einen Weinkeller und eine Galerie beherbergt. Im ersten Geschoss befinden sich Büroräume des Bürgervereins Neogotický kaštieľ v Galante, im zweiten Geschoss Repräsentationsräume. Der 2021 renovierte südliche Turm ist Standort eines Museums. Das nördliche Wirtschaftsgebäude dient heute als Ausstellungspavillon mit Gedenkräumen an den ungarischen Komponisten Zoltán Kodály, der seine Jugendzeit in der Stadt verbrachte und griff auf diese Zeit im 1933 erschienenen Orchesterwerk Tänze aus Galanta zurück, sowie an den in Galanta geborenen slowakischen Sänger Karol Duchoň.